# Francisco de Solís y Folch de Cardona
Francisco de Solís y Folch de Cardona (Madrid, 16 de febrero de 1713-Roma, 21 de marzo de 1775), fue un cardenal español, obispo de Córdoba y Sevilla.

## Genealogía
De ascendencia aristocrática, pertenecía a una de las familias de más influencia en la corte de Felipe V, su padre era José de Solís y Gante, III duque de Montellano, grande de España y su madre la valenciana Josefa Folch de Cardona, IV marquesa de Pons y IV marquesa de Castelnovo. Su hermano menor fue José Solís Folch de Cardona (1716-1762), Virrey de Nueva Granada (actual Colombia) entre 1753 y 1761 año en que dimitíó para ingresar en la orden franciscana, falleciendo de misionero en Santa Fe de Bogotá y su hermano mayor, Alonso, IV duque de Montellano y virrey de Navarra.

## Vida
Nació en Madrid en 1713, en la iglesia de San Francisco el Grande, donde su madre había acudido cuando se presentó el parto. En su juventud perdió el ojo izquierdo mientras practicaba esgrima con el futuro rey Carlos III, lo que hizo que todos sus retratos muestren únicamente su perfil derecho. Estudió en la Universidad de Salamanca, al terminar sus estudios ejerció diversos cargos en la corte. En su carrera eclesiástica fue deán de la catedral de Málaga y coadministrador del obispado de Sevilla, donde ejercía de hecho como obispo, ya que el titular, el infante Luis de Borbón y Farnesio ni tan siquiera residía en la ciudad. En 1749 fue nombrado obispo de la sede honorífica de Trajanópolis y en 1752, obispo de Córdoba.

### Arzobispo de Sevilla
En 1755 fue nombrado arzobispo de Sevilla, en 1756 el papa Benedicto XIV lo nombró cardenal, participando en 1769 en el cónclave de elección del Papa Clemente XIII, en Roma.
En 1759 contribuyó a la reconstrucción de la iglesia de San Roque de la ciudad de Sevilla y en 1762, con su impulso se reconstruyó el convento capuchino de Santa Rosalía,  muy dañado por un incendio sufrido en 1761, ese mismo año también encargó la reconstrucción del Palacio arzobispal de Umbrete, deteriorado gravemente por un incendio de 1761, al maestro mayor Ambrosio de Figueroa, obras que no concluyeron hasta la década de los noventa de ese siglo. Los historiadores destacan tanto su esplendidez con los más pobres como su derroche en gastos de carácter suntuario. En 1766 fue nombrado hermano mayor y protector de la Hermandad de los negros
Murió el 21 de marzo de 1775 en Roma, durante su estancia en esta ciudad para la elección del papa Pío VI. Fue enterrado en la Basílica de los Santos Apóstoles de la ciudad romana y su corazón, depositado en un arca, fue trasladado al Convento de Santa Rosalía en Sevilla.
| Predecesor: Miguel Vicente Cebrián Agustín | Obispo de Córdoba 1752 – 1755      | Sucesor: Martín Barcia Carrascal          |
| Predecesor: Luis de Borbón y Farnesio      | Arzobispo de Sevilla 1755 – 1775 † | Sucesor: Francisco Javier Delgado Venegas |